# Coprosma meyeri
Coprosma meyeri ist eine Pflanzenart aus der Gattung Coprosma in der Familie der Rötegewächse (Rubiaceae). Sie kommt endemisch nur auf einer Insel der im südlichen Pazifik gelegenen Marquesas-Inseln vor.

## Beschreibung

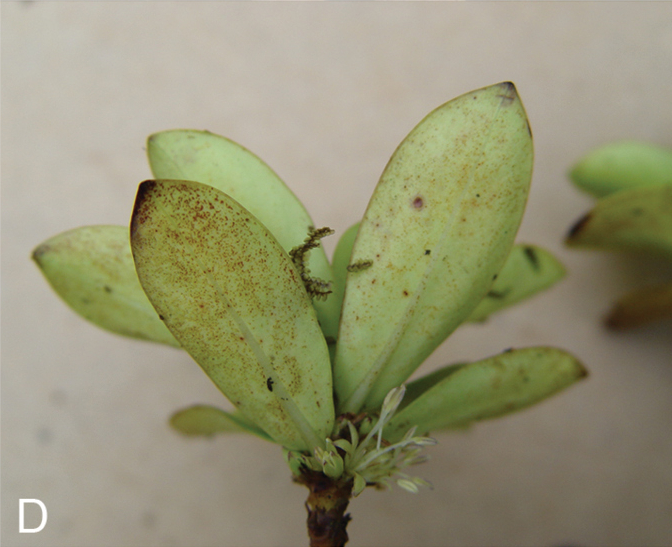
Detailaufnahme der Laubblätter und männlichen Blüten

### Vegetative Merkmale
Coprosma meyeri wächst als Strauch, der Wuchshöhen von 2 bis 3 Meter erreichen kann. Die Rinde von jungen Zweigen ist spärlich behaart.
Die gegenständig an den Zweigen angeordneten Laubblätter sind in einen Blattstiel und eine Blattspreite gegliedert. Der Blattstiel ist rund 0,1 Zentimeter lang. Die einfache, dick-ledrige Blattspreite ist bei einer Länge von 4 bis 7,2 Zentimetern sowie einer Breite von 1,2 bis 2 Zentimetern verkehrt-lanzettlich. Die Spreitenbasis läuft keilförmig zu, die Spreitenspitze ist zugespitzt bis spitz und der Spreitenrand ist ganzrandig. Sowohl die Blattoberseite als auch die -unterseite sind kahl und Domatien fehlen vollständig. Die interpetiolaren Nebenblätter ähneln den Laubblättern, werden 0,25 bis 0,3 Zentimeter lang und sind etwa zu vier Fünftel ihrer Gesamtlänge miteinander verwachsen. Sowohl Ober- als auch Unterseite der Nebenblätter ist kahl und sie haben gezähnte und mit wenigen Haaren bewimperte Blattränder.

### Generative Merkmale
Die seitenständigen, dreifach verzweigten, zymösen Blütenstände haben sehr kurze Internodien und enthalten sechs bis zwölf halbaufsitzende Einzelblüten.
Die eingeschlechtigen Blüten sind radiärsymmetrisch und fünf- oder sechszählig mit doppelter Blütenhülle. Die fünf oder sechs Kelchblätter sind bei den männlichen Blüten glockenartig verwachsen und vom rund 2 Millimeter langen Kelch entfallen etwa 1,5 Millimeter auf die Kelchröhre und circa 0,5 Millimeter auf die dreieckigen Kelchzähne. Die fünf oder sechs Kronblätter sind trichterförmig miteinander verwachsen und die Kronröhre endet in fünf oder sechs Kronlappen. Bei den männlichen Blüten ist die Kronröhre etwa 3,3 Millimeter und die Kronlappen zwischen 2,1 und 2,4 Millimeter lang. Die  Staubblätter werden 2,5 bis 3,1 Millimeter lang während die Staubfäden Längen von bis zu 1,1 Zentimetern erreichen. Über die weiblichen Blüten ist nichts bekannt.
Über die Steinfrüchte sowie über die Samen ist nichts bekannt.

## Verbreitung
Das natürliche Verbreitungsgebiet von Coprosma meyeri liegt auf den Marquesas-Inseln im südlichen Pazifik. Coprosma meyeri ist ein Endemit, der nur auf der Insel Hiva Oa vorkommt. Soweit bisher bekannt umfasst dieses einen, entlang des Weges nach Hanamenu gelegenen Gebirgskamm in der Region Feani.
Coprosma meyeri gedeiht in Höhenlagen von etwa 1090 bis 1113 Metern. Diese Art wächst dort an entlang eines Gebirgskamms, in von Wolken verhangenen, niedrigen und feuchten Wäldern und Buschland. Im Wald und im Buschland wachsen verschiedene Arten von Alsophila, Alstonia, Ascarina, Rippenfarnen (Blechnum), Cheirodendron, Crossostylis, Cyrtandra, Dicranopteris, Freycinetia, Myrsine, Oparanthus, Brechsträuchern (Psychotria), Reynoldsia und Trimenia.

## Taxonomie
Die Erstbeschreibung von Coprosma meyeri erfolgte 2011 durch Warren L. Wagner und David H. Lorence in PhytoKeys. Das Artepitheton meyeri ehrt den Biologen Jean-Yves Meyer, welcher sich um die Erforschung und Erhaltung der Biodiversität Französisch-Polynesiens verdient gemacht hat.